# Де Нардис, Камилло
Камилло де Нардис (итал. Camillo de Nardis; 26 мая 1857, Орсонья — 5 августа 1951, Неаполь) — итальянский композитор и музыкальный педагог.
Учился игре на флейте, затем композиции и дирижированию. С 1880 года работал дирижёром в различных миланских театрах. Преподавал в Консерватории Палермо (1892—1897) и в неаполитанской консерватории Сан-Пьетро-а-Майелла (1907—1929, в последние годы в качестве вице-директора). Одним из его учеников был композитор и педагог Антонио Саваста.
Первые существенные сочинения де Нардиса — Квартет в классической форме и Трио в классической форме — относятся к концу 1870-х гг. Автор ряда опер, из которых наибольшей известностью пользовалась «Стелла» (1898), церковной музыки, симфонических сочинений, в которых использовал народные мотивы региона Абруцци. Опубликовал учебный курс гармонии (1921).
Именем Камилло де Нардиса названа улица в Неаполе. Его родной город Орсонья в 2002 году провёл конкурс вокалистов имени де Нардиса.